# Chiến dịch Maikop–Krasnodar
Chiến dịch Maikop-Krasnodar là cuộc tấn công lớn của Quân đội Liên Xô tại Bắc Kavkaz chống lại Tập đoàn quân 17 của Quân đội Đức Quốc xã tại khu vực phía Tây đồng bằng Kuban từ Maikop qua Armavir đến thành phố Krasnodar do Cụm tác chiến Biển Đen tiến hành từ ngày 11 tháng 1 đến ngày 19 tháng 3 năm 1943. Cuộc tấn công này nằm trong các kế hoạch "Núi" và "Biển" của Cụm tác chiến Biển Đen (Liên Xô) với ý định nhanh chóng đánh chiếm các vị trí xung yếu, các đầu mối giao thông quan trọng trên địa bàn tả ngạn sông Kuban; sau đó đánh chiếm bán đảo Taman, cắt đứt con đường rút lui của Tập đoàn quân 17 (Đức) sang Krym và phối hợp với các tập đoàn quân 28, 51 (Phương diện quân Nam) đánh chiếm Bataisk, cô lập Cụm tập đoàn quân A (Đức) ở Bắc Kavkaz.
Tại cánh trái, cuộc tấn công ban đầu đã gặp phải sức chống trả kịch liệt của Tập đoàn quân 17 (Đức) trên hướng Krasnodar. Quân đội Đức Quốc xã cũng tổ chức những trận đánh chặn đánh ác liệt tại khu vực Neftegorsk, Khadyzhensk và Apsheronsky phía Đông Tuapse để tranh thủ thời gian rút thêm nhiều lực lượng ở xa hơn về phòng tuyến phía Đông bán đảo Taman. Ngược lại, quân Đức chủ động bỏ các vị trí trên sườn núi Kavkaz tại các con đèo Chiper, Klukhori, Marukh, Sancharo và Belorechensk, tập trung tại các thị trấn Mikoyan Shakhar (???), Zelenchukskaya, Pregradnaya, Bagovskaya, Kaladzhinskaya để rút quân lên phía Bắc. Ngày 30 tháng 1, quân đội Liên Xô chiếm lại khu vực mỏ dầu ở Maikop. Cánh phải của Tập đoàn quân 46 phát triển qua Belorechensky đến Ust Labinsk ngày 2 tháng 2. Sau gần một tuần bị quân Đức kìm chân ở khu vực Goryachi Klyuch, các tập đoàn quân 18 và 56 (Liên Xô) cũng tiếp cận được cửa ngõ phía Nam Krasnodar ngày 4 tháng 2. Ở phía Tây, kế hoạch "Biển" của quân đội Liên Xô có nguy cơ bị phá sản. Tập đoàn quân 47 không đột phá được tuyến phòng thủ của Quân đoàn bộ binh xung kích 5 (Đức) ở phía Bắc Novorossiysk. Trung đoàn xe tăng còn lại của Sư đoàn xe tăng 22 (Quân đoàn bộ binh 42 (Đức)) đã chặn được các mũi tấn công yếu hơn của Tập đoàn quân 47 trước cửa ngõ các thị trấn Abinsk và Krymsk. Cuộc đổ bộ lên cứ điểm Nam Ozereyka của hải quân đánh bộ hạm đội Biển Đen cũng không thực hiện được vì bão biển lớn. Dựa vào các tuyến phòng thủ trước đây của quân đội Liên Xô, Tập đoàn quân 17 (Đức) mặc dù bị chia cắt khỏi Tập đoàn quân xe tăng 1 nhưng đã thiết lập được tuyến phòng thủ vững chắc phía ở Đông bán đảo Taman, bao gồm cả thành phố Krasnodar.
Ngày 9 tháng 2, các tập đoàn quân của Cụm tác chiến Biển Đen có sự tham gia của các tập đoàn quân 9 và 37 của Cụm tác chiến Bắc Kavkaz mở cuộc tổng công kích vào Taman nhưng chỉ đẩy lùi được Tập đoàn quân 17 Đức sâu thêm hơn 70 km về phía Tây. Mặc dù đánh chiếm được thành phố Krasnodar ngày 12 tháng 2 và dồn quân Đức vào khu vực cửa sông Kuban lầy lội nhưng ba tập đoàn quân 9, 37 và 56 (Liên Xô) vẫn bị chặn lại trên tuyến Abinsk, Krymsk, Moldavanskiy, Kievskoye và Temryuk. Quân cảng Novorossiysk vẫn nằm trong tay quân Đức. Tập đoàn quan 17 (Đức) đã thiết lập được "Phòng tuyến xanh" và biến bán đảo Taman thành một căn cứ bàn đạp quân sự rất có lợi cho quân Đức mà sau này quân đội Liên Xô phải mất rất nhiều thời gian và công sức để trục nó đi.

## Bối cảnh
Ngay sau khi các Quân đoàn bộ binh 42 và 44 (Đức) bị hất xuống chân núi Kavkaz trước khu vực phòng thủ Tuapse và phải chuyển sang phòng ngự, Bộ tham mưu Cụm tác chiến Biển Đen đã xây dựng một kế hoạch phản công. Với những binh đoàn hiện có, tướng I. E. Petrov lượng định rằng trước mắt, các đơn vị của ông chỉ có thể mở một chiến dịch đánh chiếm lại khu mỏ dầu Maikop mà họ đã để mất trước đó 4 tháng. Sau đó mới có thể tính chuyện tiến ra đồng bằng Kuban để hội quân với Cụm tác chiến Bắc Kavkaz của tướng I. I. Maslennikov đang từ Mozdok - Nalchick đánh lên. Kế hoạch dự định sử dụng Tập đoàn quân 46 làm chủ công, có sự phối hợp của Tập đoàn quân 18 bên cánh trái. I. E. Petrov cũng có dự định đảo quân tại khu vực Novorossiysk, đưa Tập đoàn quân 56 vào thay tập đoàn quân 47 để cho Tập đoàn quân này nghỉ ngơi ít ngày, bổ sung quân số và đạn dược trước khi sử dụng nó vào Chiến dịch Maikop.
Tuy nhiên, ngày 29 tháng 12, Đại bản doanh Bộ Tổng tư lệnh tối cao quân đội Liên Xô bác kế hoạch chiến dịch Maikop và yêu cầu lập một kế hoạch khác với hướng tấn công chủ yếu nhằm vào Krasnodar, hướng thứ yếu vào Maikop, sau đó phát triển lên Tikhoretsk, luồn vào Rostov từ phía Tây Nam, phối hợp với Phương diện quân Nam tấn công đánh chiếm Rostov từ phía Đông để khoá chặt đường rút lui khỏi Bắc Kavkaz của Cụm tập đoàn quân A (Đức). Bộ tư lệnh Cụm tác chiến Biển Đen buộc phải xây dựng lại kế hoạch tấn công và mãi đến ngày 8 tháng 1, các kế họạch "Núi" và "Biển" mới được trình lên Đại bản doanh. Trong khi đó thì quân Đức đã không để mất thì giờ vô ích. Ngày 5 tháng 1, các sư đoàn sơn chiến Đức và Romania bắt đầu rút quân khỏi các sườn núi phía Bắc trong khi các Quân đoàn bộ binh 42 và 44 (Đức) đã củng cố tuyến phòng thủ ở phía Nam Krasnodar và xa hơn về phía Nam, trên khu vực Khadyzhensk, Apsheronsk và Neftegorsk để yểm hộ bên sườn cho cuộc rút quân.
Sau khi tính toán lại thấy Cụm tác chiến Biển Đen không đủ lực lượng để thực hiện chiến dịch, Bộ Tổng tư lệnh quân đội Liên Xô đã rút Quân đoàn bộ binh cận vệ 10 và hai sư đoàn bộ binh từ Cụm tác chiến Bắc Kavkaz và Sư đoàn bộ binh 394 từ Tập đoàn quân 46 tăng cường cho Cụm tác chiến Biển Đen. Hạm đội Biển đen cũng vận chuyển gấp đến Tuapse ba trung đoàn xe tăng để tăng thêm sức mạnh đột phá và tốc độ tấn công của chiến dịch. Do có vị trí đóng quân gần Krasnodar nhất, Tập đoàn quân 56 với 6 sư đoàn và 7 lữ đoàn bộ binh được giao cho tướng A. A. Grechko chỉ huy đảm nhiệm mũi chủ công. Một trong ba trung đoàn xe tăng mới được tăng viện cũng nằm trong mũi tấn công này. Lực lượng tham gia tấc công được phối thuộc cho A. A. Grechko còn có một tiểu đoàn xe tăng độc lập, bốn trung đoàn pháo binh, ba trung đoàn súng cối, hai tiểu đoàn pháo phản lực. Cuộc tấn công diễn ra trên những con đường rừng núi nhỏ hẹp qua những địa hình phức tạp, dưới trời rét từ âm 15 đến âm 25 độ và tuyết phủ dày ở khắp nơi. Việc chuẩn bị tấn công còn trở nên khó khăn hơn khi ba tiểu đoàn công binh đang phải mở đường qua những bãi mìn và bắc lại những cây cầu đã bị phá trước đó trong giai đoạn phòng thủ.

## Binh lực

### Quân đội Liên Xô
Sau khi được tăng cường, Cụm tác chiến Biển Đen của quân đội Liên Xô đã phần nào khôi phục được quân số và phương tiện gần như trước thời gia diễn ra Chiến dịch phòng thủ Tuapse. Dưới quyền chỉ huy của tướng I. E. Petrov, tư lệnh mới của Cụm Biển Đen đã có những đơn vị xe tăng mới. Đến ngày 8 tháng 1 năm 1943, biên chế của Cụm tác chiến Biển Đen gồm có:
- Tập đoàn quân 18 do tướng A. A. Grechko, chỉ huy trong biên chế có:
  - Quân đoàn bộ binh 16 gồm các lữ đoàn bộ binh 10, 107 và 119;
  - Các sư đoàn bộ binh cận vệ 9 và 32;
  - Các sư đoàn bộ binh 353 và 383;
  - Sư đoàn kỵ binh 83;
  - Lữ đoàn bộ binh moto 40;
  - Các trung đoàn pháo binh 377 và 388;
  - Lữ đoàn pháo chống tăng 81;
  - Trung đoàn sơn pháo 196;
  - Các trung đoàn súng cối 236 và 249.
- Tập đoàn quân 46 do tướng K. N. Leselidze chỉ huy, trong biên chế có:
  - Quân đoàn bộ binh 13, gồm các lữ đoàn bộ binh 9, 20 và 242;
  - Các sư đoàn bộ binh 31, 61 và 394;
  - Các tiểu đoàn bộ binh 2, 33, 51;
  - Các trung đoàn bộ binh sơn chiến 1, 2, 5, 6, 7, 9, 10, 11, 12
  - Trung đoàn kỵ binh 69;
  - Trung đoàn sơn pháo 195;
  - Trung đoàn pháo binh 19;
  - Trung đoàn súng cối 879;
  - Trung đoàn xe tăng 11.
- Tập đoàn quân 56 do tướng A. I. Ryzhov chỉ huy, trong biên chế có:
  - Sư đoàn bộ binh cận vệ 55;
  - Các sư đoàn bộ binh 395 và 399;
  - Các lữ đoàn bộ binh 68 và 76;
  - Lữ đoàn hải quân đánh bộ 1135;
  - Các trung đoàn pháo phản lực 1187 và 1195;
  - Trung đoàn sơn pháo 197;
  - Trung đoàn pháo chống tăng 275;
- Lực lượng dự bị chiến dịch thuộc Bộ Tư lệnh Cụm Biển Đen:
  - Sư đoàn bộ binh 328
  - Sư đoàn bộ binh 236
  - Các lữ đoàn bộ binh 83 và 165
  - Các trung đoàn pháo binh cận vệ 8, 67 và 305;
  - Các trung đoàn pháo binh 1, 2, 3, 4, 5 và 6;
  - Trung đoàn pháo phản lực 574;
  - Các tiểu đoàn pháo chống tăng 14, 17, 21, 30, 364 và 508.
  - Lữ đoàn xe tăng 62;
  - Trung đoàn xe tăng 12;
  - Tiểu đoàn xe tăng độc lập 3.
- Lực lượng tăng viện cho Cụm tác chiến Biển đen trong quá trình chiến dịch:
  - Quân đoàn bộ binh cận vệ 10 gồm các sư đoàn bọ binh cận vệ 4, 5, 6;
  - Lữ đoàn bộ binh cơ giới 151:
  - Sư đoàn pháo binh cận vệ 39;
  - Các trung đoàn pháo phản lực 1023, 1105, 1332, 1333, 1338, 1339, 1344, 1345, 1350, 1351;
  - Các trung đoàn pháo binh 350, 489, 490, 521, 526 và 530.
  - Các trung đoàn xe tăng 238, 563 và 564;
  - Các tiểu đoàn xe tăng độc lập 41 và 65;
  - Sư đoàn phòng không 974;
  - Các trung đoàn công binh 1, 2, 3, 4, 5;
  - Các trung đoàn thông tin 64 và 65, tiểu đoàn thông tin độc lập 16

Tập đoàn quân không quân 5 của thượng tướng S. K. Goryunov yểm hộ trên không phận.
Theo chỉ lệnh của Bộ Tổng tư lệnh quân đội Liên Xô, Krasnodar là một mục tiêu quan trọng cần đánh chiếm nhưng không phải là mục tiêu cuối cùng theo kế hoạch "Núi". Mục tiêu tiếp theo của Cụm Biển Đen là phải tiến đến Bataisk và Azov rồi luồn vào Rostov từ phía Tây, bịt con đường rút lui sang Ukraina của Cụm tập đoàn quân A (Đức). Cụm Biển Đen cũng cần khuếch trương các hoạt động tích cực hơn của Tập đoàn quân 47 để căng Tập đoàn quân 17 (Đức) ra hai hướng, tạo điều kiện thuận lợi cho các Tập đoàn quân 18, 46 và 56 nhanh chóng đánh Maikop và Krasnodar làm bàn đạp phát triển lên phía Bắc sông Kuban. Trước sự chậm trễ của Cụm Biển Đen trong khi Cụm Bắc Kavkaz đã phát động tấn công, ngày 10 tháng 1, Tổng tư lệnh tối cao I. V. Stalin điện cho đại tướng I. V. Tyulenev:
| “               | Petrov quen đánh phòng ngự mãi rồi, cần phải thúc Petrov tấn công ngay, không được chậm trễ một giờ nào nữa và không cần phải đợi tập trung đủ lực lượng dự bị. Tôi ra lệnh cho Cụm Biển Đen phải đảm bảo chuyển sang tấn công chậm nhất là sáng ngày mai | ” |
| — I. V. Stalin, | |   |

Cuối ngày hôm đó, I. V. Tyulenev cũng nhận được chỉ thị tương tự từ A. M. Vailevsky, Tổng tham mưu trưởng quân đội Liên Xô. Ngày 11 tháng 1, cuộc tấn công của Cụm tác chiến Biển Đen trên hướng Maikop - Krasnodar đã được khởi động.

### Quân đội Đức Quốc xã
Cuối năm 1942, Cụm tập đoàn quân A (Đức) ở Bắc Kavkaz có một số biến động về lực lượng. Tập đoàn quân xe tăng 1 chuyển giao Quân đoàn sơn chiến 49 cho Tập đoàn quân 17 vì Quân đoàn này đang tác chiến trên hướng ra Biển Đen. Do cơ quan chỉ huy của Tập đoàn quân 11 ở Krym được rút về Ukraina để lập Cụm tập đoàn quân Sông Đông, Quân đoàn bộ binh 14 bị rút về giữ Krym. Tuyến mặt trận tại phía Tây Bắc Novorosiyssk được chuyển giao cho Quân đoàn bộ binh 42. Đến ngày 8 tháng 1 năm 1943, Tập đoàn quân 17 do tướng Richard Ruoff gồm 4 quân đoàn bộ binh trong đó có 1 quân đoàn bộ binh xung kích, biên chế cụ thể như sau:
- Quân đoàn bộ binh sơn chiến 49 của tướng Rudolf Konrad gồm:
  - Các sư đoàn bộ binh sơn chiến 1, 4 và 101;
  - Các sư đoàn bộ binh 46, 198 và sư đoàn bộ binh nhẹ 99;
  - Trung đoàn bộ binh moto 4;
  - Trung đoàn sơn pháo 704 (độc lập);
  - Trung đoàn pháo chống tăng 884 (của sư đoàn pháo binh 602);
  - Tiểu đoàn 1 trung đoàn 77 và tiểu đoàn 2 trung đoàn 42 (của sư đoàn pháo binh 154);
  - Các trung đoàn pháo binh 3 và 6 (của sư đoàn pháo binh hạng nặng 732);
  - Các tiểu đoàn công binh 74, 213 và 658;
  - Các tiểu đoàn công binh công trình trên núi 75, 146, 155 và 410;
  - Các tiểu đoàn công binh làm đường 504 và 505;
  - Tiểu đoàn công binh cầu phà 77.
- Quân đoàn bộ binh 5 của tướng Wilhelm Wetzel gồm
  - Các sư đoàn bộ binh 9, 73 (Đức);
  - Các sư đoàn bộ binh 3, 10, 19 (Romania);
  - Các trung đoàn pháo binh 781 và 792 (độc lập);
  - Sư đoàn pháo binh 294 gồm các trung đoàn pháo binh 634, 737, 767 và tiểu đoàn trinh sát pháo binh 34;
  - Các trung đoàn pháo bờ biển 144, 149, 338, 707 và 789;
  - Trung đoàn pháo phòng không 617
  - Các tiểu đoàn công binh 16, 46 và 903
  - Sư đoàn 10 lính thợ (gồm 15.000 người nguyên là tù nhân trong các trại tập trung của Đức Quốc xã)
- Quân đoàn bộ binh 44 của tướng Maximilian de Angelis gồm:
  - Các sư đoàn bộ binh 97 và 125;
  - Các sư đoàn bộ binh 6, 9 (Romania);
  - Lữ đoàn bộ binh nhẹ Slovakya;
  - Sư đoàn pháo binh 151;
  - Các trung đoàn 1 và 6 (sư đoàn pháo binh 767);
  - Trung đoàn pháo phòng không 673;
  - Các tiểu đoàn công binh công trình 403, 503 và 506;
  - Các tiểu đoàn công binh cầu phà 17, 26, và 101.
- Quân đoàn bộ binh 42 của tướng Franz Mattenklott gồm:
  - Các sư đoàn bộ binh 153, 355, 381;
  - Sư đoàn kỵ binh 8 và sư đoàn bộ binh 19 (đều là quân Romania);
  - Pháo binh và các đơn vị kỹ thuật, công binh, thông tin.

Nhận thức được nguy cơ gì sẽ xảy ra nếu quân đội Liên Xô chiếm được vùng hạ lưu sông Kuban về tiến về Rostov, tướng Ewald von Klest yêu cầu tướng Richard Ruoff tăng cường phòng thủ khu vực Krasnodar, bỏ lại khu vực mỏ dầu ở Maikop bây giờ đã không còn cần thiết nữa. Hiểu rõ nhưng gì sẽ xảy ra nếu 24 sư đoàn Đức đang ở Kavkaz bị vây hãm, Tổng hành dinh quân đội Đức Quốc xã yêu cầu Tập đoàn quân 17 phải giữ được khu vực Krasnodar ít nhất trong nửa đầu tháng 1 năm 1943 để che chở sườn phải cho Tập đoàn quân xe tăng 1.

## Diễn biến

### Ở tả ngạn sông Kuban
Ngày 11 tháng 1, từ điểm cao 509,9 tại khu vực Cherkovnyi (???) bên cánh phải Cụm tác chiến Biển Đen, Sư đoàn bộ binh 31 của Tập đoàn quân 46 với sự yểm hộ của 6 khẩu đội pháo 107 mm đã tung ra một cuộc tấn công theo hướng chung đến Samurskaya. sư đoàn bộ binh sơn chiến 9 và trung đoàn kỵ binh 193 được các cụm pháo của Tập đoàn quân yểm hộ cũng bắt đầu tấn công. Tuyết rơi dày đặc làm con đường sắt di Maikop không thể hoạt động được. Sau hai ngày tấn công, tiếp tế lương thực đã không đến được tuyến đầu, cả người và ngựa đều bị đói, tốc độ tiến quân của hai sư đoàn đi đầu chậm hẳn lại. Ở cánh trái, đến chiều 11 tháng 1, Tập đoàn quân 56 vẫn chưa tập trung đủ binh lực đột phá trên 10 km chính diện ở hướng chủ yếu và 6 km chính diện ở hướng thứ yếu. Hầu hết lực lượng pháo binh của Tập đoàn quân gồm hai trung đoàn pháo tầm xa, pháo chống tăng và hai trung đoàn pháo phản lực đều được sử dụng tại hướng chủ yếu. Lữ đoàn xe tăng 62 và tiểu đoàn xe tăng 3 thuộc lực lượng dự bị của Cum Biển Đen cũng được phối thuộc cho Tập đoàn quân 56. Sáng 12 tháng 1, Tập đoàn quân 56 bắt đầu tấn công trong điều kiện bão tuyết mù mịt, tầm nhìn xa không quá 100 m làm cho toàn bộ pháo binh đều mất vật chuẩn, không thể yểm hộ có hiệu quả để chế áp tuyến phòng thủ thứ hai của quân Đức. Đến cuối ngày, hai sư đoàn bộ binh phái đi trước đã phải dừng lại khi mới đi được 4 km. Địa hình phức tạp của dải tấn công dọc theo sông Klyuch cũng làm cho việc sử dụng xe tăng để tăng tốc độ tấn công không thực hiện được.
Ở giữa hai cánh quân, ngày 12 tháng 1, Tập đoàn quân 18 (Liên Xô) bắt đầu mở cuộc truy kích vào các đơn vị của Quân đoàn sơn chiến 49 (Đức) đang rút khỏi các chân đèo Marukh, Klukhori, Sancharo, Allastrakh (???) và khu vực Absherol (???). Vì quân Đức đã bắt đầu rút quân trước đó một tuần nên Tập đoàn quân 18 có nguy cơ không thực hiện được các đòn đánh hợp vây Quân đoàn 49 (Đức) mà chỉ đánh những đòn "vuốt đuôi" vào các nhóm bộ binh (Đức) tụt lại sau. Tướng A. A. Grechko yêu cầu sư đoàn bộ binh 353 và lữ đoàn bộ binh moto 40 phải lợi dụng địa hình tương đối thuận lợi dọc theo sông Pshish để tăng tốc độ hành quân theo hướng đi Khadyzhensk. Quân đoàn bộ binh 16 tấn công dọc theo đường sắt Tuapse - Shaumian đi Apsheronsk. Sư đoàn bộ binh 395 và lũ đoàn bộ binh 68 tấn công theo đường bộ đến Tri Duba và Kutaisi. Ngày 15 tháng 1, quân của Tập đoàn quân 18 (Liên Xô) đã chiếm được điểm dân cư Shaumian. Ngày 16 tháng 1, Tập đoàn quân 56 đưa thêm các binh lực và phương tiện từ lực lượng dự bị lên phía trước để tăng mật độ đột phá và tiến được thêm 5 km trong ngày hôm đó. Phát hiện xe tăng Liên Xô xuất hiện ở phía Nam Krasnodar, Bộ tư lệnh Tập đoàn quân 17 (Đức) lập tức có phản ứng. Hai sư đoàn bộ binh 9 và 73 (Đức) mở cuộc tập kích vào hai bên sườn, buộc Tập đoàn quân 56 phải giảm tốc độ tấn công, điều sư đoàn bộ binh cận vệ 55, lữ đoàn hải quân đánh bộ 1135 và tiểu đoàn xe tăng độc lập 3 ra phản đột kích, đẩy lùi quân Đức khỏi khu vực mới chiếm được.
Đến ngày 24 tháng 1, Tập đoàn quân 56 mới tiến lên được 20 km, các tập đoàn quân 18 và 46 tiến được từ 25 đến 30 km và bắt đầu chạm súng với các đơn vị chủ lực Tập đoàn quân 49 và Tập đoàn quân 44 (Đức) trên tuyến sông Belaya. Tập đoàn quân 18 vượt sang bờ trái sông Pshish và tiến thêm 35 km về phía Krasnodar. Riêng Tập đoàn quan 56 vẫn dừng lại trước cửa ngõ phía Nam Krasnodar. Mặc dù Tập đoàn quân 17 (Đức) phải đưa hẳn Quân đoàn bộ binh 42 ra đối phó với Tập đoàn quân 47 trên hướng Novorossiysk nhưng tướng Richard Ruoff đã huy động 15.000 tù nhân khổ sau vốn được dùng để khôi phục các mỏ dầu ở Maikop vào cuộc chiến. Đương nhiên số quân này có chất lượng rất kém và không thể so sánh với quân chính quy nhưng cũng giúp cho tướng Ruoff có thêm quân cho việc thiết lập các trận địa phòng thủ có chiều sâu ở phía Nam Krasnodar.
Để chống lại các lực lượng du kích Liên Xô bắt đầu quấy rối trong vùng hậu phương của quân Đức ở khu Krasnodar. Từ ngày 21 đến ngày 24 tháng 1 năm 1943, quân Đức bắt đầu "tảo thanh" khu vực này. Ngày 21 tháng 1, toàn bộ những người Do Thái, kể cả số người Do Thái là công nhân và kỹ sư của "sư đoàn tù binh dầu mỏ" đều bị bắt và đưa đi thủ tiêu tại Eisk trên bờ vịnh Azov. 214 trẻ em trong trại mồ côi từ 4 đến 7 tuổi bị đem đi chôn sống. Ngày 22 tháng 1 năm 204 tù binh Liên Xô bị giam tại làng Vorontsovo-Dashkovskaya đã bị thảm sát, phần lớn số họ bị đâm bằng lưỡi lê, bị cắt tai và sau đó cắt cổ. Ngày 23 tháng 1, 14 thương binh nặng của Liên Xô tại làng Novoalekseevskaya cũng chịu số phận tượng tự. Cuộc tảo thanh kết thúc ngày 24 tháng 1 bằng vụ treo cổ hơn 80 thường dân mà chi nhánh Gestapo tại Krasnodar nghi ngờ là du kích. Tất cả đều được thực hiện bởi Sonderkommando SS-10-A; một đơn vị đặc biệt của lực lượng SS có biệt danh "Đội thanh trừng".
Mặc dù bị quân Đức khủng bố gắt gao nhưng các đội du kích Liên Xô tại Kuban vẫn tiếp tục hỗ trợ cho các hoạt động tấn công của quân đội. Họ liên tục phá hoại các đường dây liên lạc hữu tuyến của quân Đức, dùng chất nổ phá hỏng nhiều km đường ray, lật đổ các đoàn tàu hỏa của quân Đức, đánh phá các đồn binh lẻ và các khu kho hậu cần của quân Đức tại các đầu mối giao thông đường sắt và đường bộ. Trong các ngày 27 và 28 tháng 1, hơn 200 du kích kỵ binh Kuban đã đánh chiếm các làng Kuzhorskaya và Makhshevskaya. Dựa vào các bàn đạp này, ngày 30 tháng 1, Tập đoàn quân 46 (Liên Xô) chiếm lại Maikop. Ngay ngày hôm sau, tập đoàn quân này chuyển hướng tấn công lên phía Bắc, lần lượt đánh chiếm Belorechensk ngày 1 tháng 2, Ust-Labinsk ngày 2 tháng 2 và làng Vasyurinskaya ngày 3 tháng 2. Tập đoàn quân 18 cũng đánh chiếm Khadyzhensk và Apsheronsk ngày 27 tháng 1, vượt sông Kuban tại bến phà Pavlov, hỗ trợ từ cánh phải cho Tập đoàn quân 56 và cùng tiến về Krasnodar.
Nhằm hỗ trợ cho cánh quân chủ lực của Cụm tác chiến Biển Đen đạt mục tiêu khóa các con đường rút của Cụm tập đoàn quân A (Đức) khỏi Bắc Kavkaz qua eo Taman - Kerch, ngày 24 tháng 1 năm 1943, Cụm tác chiến Biển Đen hoãn chiến dịch tấn công của Tập đoàn quân 47 vào phía Đông Novorossiysk và hướng Tập đoàn quân này lên phía Bắc, dự kiến tấn công qua Abinsk và Severskaya đánh vào phía Tây Krasnodar. Tuy nhiên, đây là một quyết định quá muộn vì Quân đoàn bộ binh 42 và cánh phải của Quân đoàn bộ binh xung kích 5 (Đức) đã thiết lập một cụm cứ điểm vững chắc tại khu vực Abinsk - Severskaya. Ở phía Đông, sau khi phải bỏ khu vực Tikhoretsk - Kropotkin trước sức tấn công áp đảo của các Tập đoàn quân 9, 37 và 58 (Liên Xô) từ Stavropol và Armavir tấn công lên, Tập đoàn quân 17 (Đức) đã thiết lập được một tuyến phòng thủ khá dày từ Brinkovskaya trên bờ biển Azov qua Bryukhovetskaya, Korenovsk, Ust-Labinsk, dọc theo sông Laba phía Nam Krasnodar. Các cuộc tấn công của Tập đoàn quân 47 đều thất bại. Để công kích và đánh chiếm Krasnodar, Quân đội Liên Xô buộc phải tổ chức một chiến dịch mới.

### Đánh chiếm Krasnodar

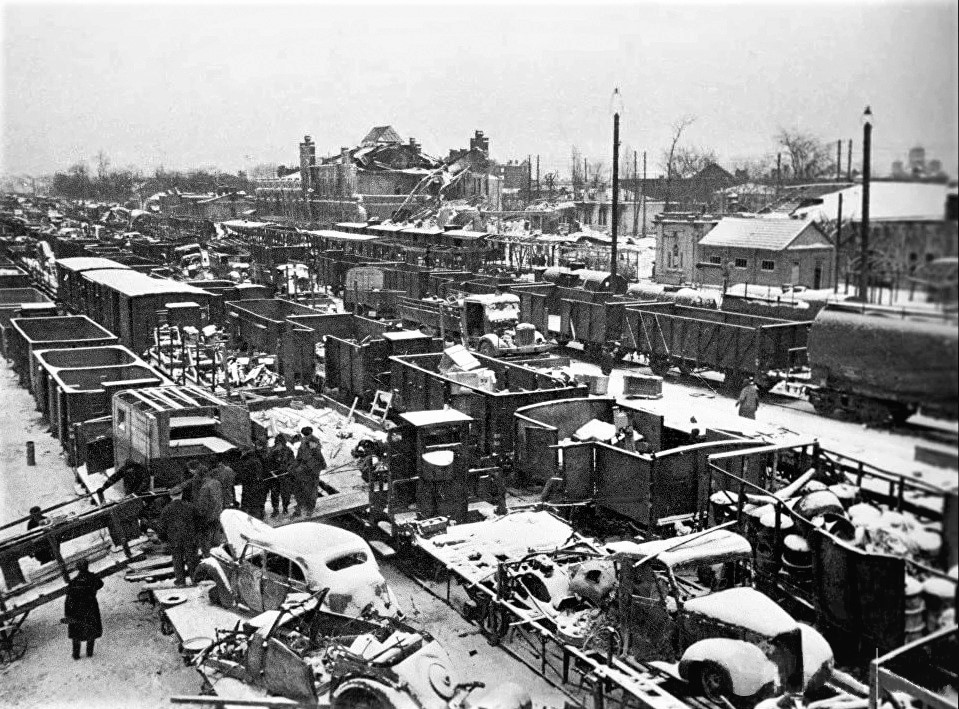
Quân đội Liên Xô giải phóng nhà ga đầu mối Krasnodar

Ngày 4 tháng 2 năm 1943 Bộ Tổng tư lệnh tối cao quân đội Liên Xô ra mệnh lệnh số 30037 yêu cầu Cụm tác chiến Bắc Kavkaz phối hợp với Cụm tác chiến Biển Đen khởi động ngay một cuộc tấn công vào cụm quân Đức đang đóng từ hạ lưu sông Kuban đến bán đảo Taman. Tham gia cuộc tấn công có các tập đoàn quân 18, 46, 47 và 56 của Cụm Biển Đen, các tập đoàn quân 9, 37, 58 của Cụm Bắc Kavkaz. Hai tập đoàn quân không quân 4 và 5 với 462 máy bay yểm hộ cho cuộc tấn công này, bao gồm cả các hoạt động vận tải đạn dược, lương thực, thực phẩm để khắc phục phân nào tình trạng các đường giao thông trên bộ bị phá hoại nặng nề. Đối diện với 7 tập đoàn quân Liên Xô tại Kuban, quân Đức có 17 sư đoàn bộ binh và 1 sư đoàn xe tăng. Việc cung cấp hậu cần được thực hiện qua eo biển Taman - Kerch. Để thống nhất chỉ huy, mệnh lệnh 30037 quy định khôi phục Phương diện quân Bắc Kavkaz, giao tướng I. I. Maslennikov làm tư lệnh và đặt Cụm tác chiến Biển Đen do tướng I. E. Petrov chỉ huy trực thuộc Phương diện quân Bắc Kavkaz.
Theo mệnh lệnh 30037, Phương diện quân Bắc Kavkaz phải tổ chức hướng tấn công chính với các tập đoàn quân 9 và 58 bên sườn phải từ Brinkovskaya và Bryukhovetskaya theo hướng chung đến Slavic (???) và Varenikovskaya. Các tập đoàn quân 37 và 46 từ Dyadkovskaya và Razdolnaya (???) tấn công theo hướng Đông và Đông Nam vào Krasnodar. Các tập đoàn quân 18 và 56 tấn công Krasnodar từ phía Nam, sau đó quay sang phía Tây đánh vào các cụm cứ điểm Đức ở Severskaya và Abinsk. Một bộ phận tập đoàn quân 18 phối hợp với Tập đoàn quân 9 đánh chiếm Trinity (???) và Varenikovskaya. Cánh phải của Tập đoàn quân 47 hỗ trợ cho Tập đoàn quan 56 giải quyết dứt điểm các cứ điểm Severskaya và Abinsk. Cánh trái của Tập đoàn quân này tiếp tục gây sức ép lên phía Bắc Novorossiysk để hỗ trợ cho cuộc đổ bộ của hải quân đánh bộ Hạm đội Biển Đen lên khu vực Nam Ozereyka và Myskhako tiến lên đánh chiếm lại cảng Novorossiysk.
Để có thể đưa các tập đoàn quân 37 và 58 nhanh chóng vào vị trí xuất phát tấn công, cần ít nhất một tuần để công binh có thể phải làm xong từ 75 đến 120 km đường bộ tiếp cận khu vực mặt trận. Trong khi đó, Bộ Tổng tư lệnh tối cao yêu cầu Bộ tư lệnh Phương diện quân Bắc Kavkaz phải phát động tấn công ngày 9 tháng 2 mà không cần chờ đợi cho việc triển khai đầy đủ các đơn vị dự bị trong khu vực của mình. Pháo binh tiếp cận đến đâu được sử dụng ngày đến đó. Thậm chí, một phần pháo binh bị tụt lại từ 80 đến 100 km. Vì không đủ pháo binh chế áp các trận địa hỏa lực của quân Đức nên trong hai ngày đầu, các Tập đoàn quân 9 và 58 hầu như dẫm chân tại chỗ trên tuyến phòng thủ vòng ngoài của quân Đức. Ý định hợp vây phần lớn quân Đức tại khu vực Timashevsk - Krasnodar của quân đội Liên Xô đã không thành hiện thực. Đến ngày 11 tháng 2, bằng hai đòn tấn công thọc sâu, các tập đoàn quân 18, 37 và một phần Tập đoàn quân 46 từ hai hướng Tây Nam và Tây cùng hợp điểm dồn về các ngã ba sông Kuban - Laba và Kuban - Pshish mới tạo được tình huống đột biến trên chiến trường. Ngày 12 tháng 2, Tập đoàn quân 18 đánh chiếm Krasnodar. Tướng Richard Ruoff và bộ tham mưu của ông ta buộc phải bỏ Krasnodar và tuyến phòng ngự từ xã, rút về thiết lập tuyến phòng thủ mới trên bán đảo Taman từ Temryuk đến Novorossiysk. Sau ba ngày giao chiến, chỉ riêng Tập đoàn quân 37 đã bắt được 1.600 tù binh Đức. 23 xe tăng, 104 xe bọc thép, 1.431 ô tô quân sự bị phá hủy, 93 máy bay Đức bị bắn rơi.
Trên sườn trái, Tập đoàn quân 47 (Liên Xô) hoạt động trong điều kiện cực kỳ khắc nghiệt của địa hình rừng núi địa hình, mặc dù bị tổn thất nặng về người và trang thiết bị quân sự nhưng đã thu hút về phía mình một những lực lượng cơ bản của Quân đoàn bộ binh xung kích 5 (Đức) cũng như một phần quân đoàn bộ binh 42, làm cho tuyến phòng thủ phía Nam và Tây Nam Krasnodar của quân Đức bị yếu đi. Ngày 11 tháng 2, sau khi đột phá thành công tới phía Tây Krasnodar, Tập đoàn quân 56 đã chi viện cho Tập đoàn quân 47 công kích các cứ điểm Novy Bzhegonaya (???), Lvovskaya và Krymsk. Hai ngày sau, có thêm Tập đoàn quân 18 đến tham chiến những quân đội Liên Xô vẫn không chọc thủng được phòng tuyến nhiều lớp của quân Đức tại khu vực này. Hoạt động của Tập đoàn quân 47 cũng tạo điều kiện cho hải quân đánh bộ Hạm đội Biển Đen đổ bộ lên phía Nam bán đảo Novorossiysk và chiếm giữ một căn cứ đầu cầu ở khu vực Myskhako rộng 7 km, sâu từ 3 đến 4 km, được lịch sử biết đến với biệt danh "Đất Nhỏ". Căn cứ đầu cầu này về sau đóng một vai trò quan trọng trong chiến dịch giải phóng Novorossiysk.
Mất Krasnodar, tướng Richard Ruoff cho rút quân về tuyến phòng thủ thứ hai từ Achuyevo trên bờ vịnh Azov qua Petrovskaya và Slavyanskaya đến Abinskaya. Quân Đức đóng tại Kerch dùng nhiều tàu nhỏ và xuồng máy mở một tuyến tiếp tế cho Tập đoàn quân 17. Ngày 23 tháng 2, bốn tập đoàn quân 9, 37, 56 và 47 tiếp tục tấn công nhưng vẫn không vượt qua được tuyến phòng thủ thứ hai của quân Đức, Tại các làng Petrovskaya, Slavyansk và Abinsk, các Quân đoàn bộ binh 42, 44 (Đức) dựa vào hệ thống công sự kiên cố dã chặn đứng các cuộc công kích của các Tập đoàn quân 9, 37 và 56 (Liên Xô). Từ ngày 28 tháng 2 đến ngày 4 tháng 3, với sự yểm hộ của hơn 150 máy bay, Quân đoàn xung kích 5 và Quân đoàn bộ binh 42 (Đức) mở một cuộc phản công mạnh vào dải tấn công của Tập đoàn quân 37 (Liên Xô). Ngày 4 tháng 3, quân Đức đẩy lùi Tập đoàn quân 37 về bờ Đông sông Kuban và đánh chiếm một căn cứ đầu cầu nhỏ ở khu vực Slavyansk. Ngày 9 tháng 3 Tập đoàn quân 9 và Tập đoàn quân 56 đang tấn công ở Petrovskaya và Abinsk phải lùi về phía sau và giúp Tập đoàn quân 37 thủ tiêu căn cứ đầu cầu Slavyansk của quân Đức. Ngày 16 tháng 3, Đại bản daọnh Bộ Tổng tư lệnh quân đội Liên Xô buộc phải ra lệnh chó các tập đoàn quân đang bao vây căn cứ bàn đạp Taman chuyển sang phòng ngự. Do Tập đoàn quân 17 Đức đã thiết lập được một tuyến phòng thủ mới vững chắc, quân đội Liên Xô phải để lại bốn tập đoàn quân 9, 18, 37 và 56 bao vây phía Đông bán đảo Taman dọc theo tuyến Svistelnik (???), Prikubanskiy, Batareiny (???), phía đông Varenikovskaya, phía đông Krymsk đến Neberzhevskaya (???). Do độ dài mặt trận đã thu hẹp lại, các tập đoàn quân 46 và 47 được rút ra khỏi biên chế của Phương diện quân Bắc Kavkaz làm lực lượng dự bị trực thuộc Đại bản doanh Bộ Tổng tư lệnh tối cao Liên Xô.

## Kết quả
Cuộc tấn công của Cụm tác chiến Biển Đen đã không đem lại kết quả như Bộ Tổng tư lệnh tối cao Liên Xô hoạch định. Các đòn đánh "hụt tầm" và chậm chạp của Cụm tác chiến Biển Đen đã biến ý định hợp vây quân Đức thành một cuộc tấn công truy đuổi và luôn vấp phải những đòn cản hậu. Mặc dù phải rút khỏi Krasnodar và phần lớn đất đai vùng hạ lưu Kuban nhưng Tập đoàn quân 17 (Đức) chỉ bị thiệt hại một phần lực lượng và trụ lại được ở bán đảo Taman. Các tập đoàn quân 18 và 56 (Liên Xô) cũng không đạt được mục tiêu đánh chiếm Tikhoretsk (mục tiêu này bị đánh chiếm bởi các Tập đoàn quân 9 và 58 thuộc Cụm tác chiến Bắc Kavkaz); và còn xa mới đạt được mục tiêu đánh chiếm khu vực Azov - Bataisk để tấn công Rostov từ phía Đông. Cuộc kháng cự có tổ chức của Tập đoàn quân 17 (Đức) đã kìm chân ba tập đoàn quân chủ lực của quân đội Liên Xô trước cửa ngõ Krasnodar và còn thu hút vào đây thêm hai tập đoàn quân của Cụm tác chiến Bắc Kavkaz, làm cho mục tiêu khóa đường rút lui của quân Đức tại hạ lưu sông Đông bị thiếu hụt nghiêm trọng về lực lượng. Kết quả là chỉ một mũi tiến công của Tập đoàn quân cận vệ 2 cùng với hai tập đoàn quân 28 và 51 vốn đã suy yếu sau Chiến dịch Stalingrad không đủ để đánh chiếm Rostov. Sau khi vội vã rút quân khỏi Bắc Kavkaz, mặc dù bị thiệt hại một phần xe tăng nhưng Tập đoàn quân xe tăng 1 (Đức) vẫn còn đủ lực lượng đã dựng được một lá chắn thép trên tuyến sông Manych, làm chậm tốc độ tiến công của các tập đoàn quân 28 và 51. Với một sườn trái bị hở, Tập đoàn quân cận vệ 2 không đủ sức đánh chiếm Rostov và phải dừng lại trước khu vực Manychskaya trên ngã ba sông Manych - Rostov khi chỉ còn cách Rostov trên dưới 30 km.
Cuộc tấn công trên cánh phải của Cụm tác chiến Biển Đen đã không nhận được sự phối hợp của Tập đoàn quân 47 và lực lượng hải quân đánh bộ của Hạm đội Biển Đen trên cánh trái. Theo kế hoạch, các đơn vị này phải đổ bộ chiếm lại Novorossiysk và đánh đòn bổ trợ vào Taman nhưng cuộc đổ bộ của hải quân đánh bộ phải ngừng lại vì bão biển. Một mình Tập đoàn quân 47 đơn độc tấn công vỗ mặt quân Đức vào khu vực Abinsk và Severskaya đã phải dừng lại trước sức kháng cự của Quân đoàn xung kích 5 (Đức). Bị tiêu hao lực lượng trong các đợt công kích một hướng, Tập đoàn quân 47 (Liên Xô) không thể hoàn thành nhiệm vụ, thậm chí kể cả khi có sự trợ giúp của Tập đoàn quân 56.